# Literatura bizantina
A literatura bizantina é a literatura grega da Idade Média, seja escrita em território do Império Bizantino ou fora de suas fronteiras. Constituiu o segundo período da história da literatura grega, embora a literatura popular bizantina e literatura grega moderna inicial, que começou no século XI, são indistinguíveis. 
A literatura bizantina possui influência de quatro elementos culturais: grego, romano, cristão e oriental. Ela é frequentemente classificada em cinco grupos: historiadores e analistas, enciclopedistas (Patriarca Fócio, Miguel Pselo e Miguel Coniates são considerados os maiores enciclopedistas de Bizâncio) e ensaístas, e escritores de poesia secular (a única épica heroica genuína dos bizantinas é Digenis Acritas). Os dois grupos restantes incluem novas espécies literárias: literatura eclesiástica e teológica e poesia popular. Dos cerca de três mil volumes da literatura bizantina que sobrevivem, apenas trezentos e trinta consistem de poesia secular, história, ciência e pseudociência. Na literatura religiosa bizantina (sermões, livros litúrgicos e poesia, teologia, tratados devocionais etc.), Romano, o Melodista foi seu representante mais proeminente.
Os bizantinos tiveram interesse na literatura clássica, especialmente para a poesia lírica e/ou satírica. Ela teve uma grande influência na literatura bizantina até o século VI, no entanto a partir deste momento, quando o império havia entrado em um período de declínio decorrente de crises econômicas e dos ataques constantes de árabes e depois de búlgaros, a língua clássica declinou. Durante os séculos IX e século X, durante o chamada Renascimento bizantino da dinastia macedônica, ocorreu a recriação da cultura helênico-cristã da antiguidade clássica, na medida em que a língua popular deixou de ser utilizada e a hagiografia (biografia de santos) foi escrita em língua e estilo clássico. Durante o Renascimento do século XII novos gêneros literários foram desenvolvidos com ênfase no romance de ficção e a sátira. No entanto, durante o período entre a Quarta Cruzada (1204) e a Queda de Constantinopla (1453) houve um novo ressurgimento da literatura clássica.
A poesia não litúrgica bizantina foi escrita em métrica e estilo clássicos. Do período entre o século VII e o século X os trímetros jâmbicos tornaram-se predominantes perpetuando uma característica poética até fim do império e serviram para narrativas, epigramas, romances, sátiras e instruções religiosas e morais. No século XI, o verso de 15 sílabas começou a ser utilizado tornando-se a poesia da corte no século XII. Houve poemas que foram imitados do Ocidente.
A poesia litúrgica foi composta desde os primórdios de canções e pequenas estrofes rítmicas, a troparia. No século VI, a troparia foi substituída pela kontakia, composta de uma série de até 22 estrofes, construídos com o mesmo padrão rítmico e terminados com um refrão rítmico. Era uma homilia que contava um evento bíblico ou a história de um santo. No século VII foi substituído por um tipo de poema mais longo, o kanon, que eram hinos de louvor.
Até ao século VII a historiografia foi escrita e estilo clássico, com falas fictícias e trechos descritivos do ambiente. Após este período a estilo clássico foi extinto retornando apenas durante o século IX, onde houve um interesse pelo personagem humano e nas causas dos eventos. Também foram escritas, dentro do ramo da historiografia, crônicas do mundo.